# Цвинар, Кшиштоф
Кшиштоф Цвинар (пол. Krzysztof Cwynar; род. 30 августа 1942, Вильнюс) — польский певец и композитор, неоднократный участник Фестивалей Польской Песни в Ополе, Международного фестиваля песни в Сопоте, на Фестивале Солдатской Песни в Колобжеге, Фестиваль Песни Советской в Зелёной Гуре, а также Международного Фестиваля «Бульвары Наших Столиц» в Москве, Международного Фестиваля Песни «OIRT» в Албене (Болгария) и Фестиваля Польской Песни в Вильнюсе. Общественный активист.

## Биография
Учился в Государственной Высшей Школе Кино, Телевидения и Театра им. Леона Шиллера в Лодзи и на Факультете Вокальной Государственной Высшей Школы Музыки в Лодзи.
Много гастролировал в стране и за рубежом (Чехословакия, Венгрия, Австрия, Бельгия, Канада, Монголия, ГДР, ФРГ, Франция, США, СССР).
Как композитор сотрудничал с Анной Герман, Иреной Сантор, Кристиной Гижовской, Анной Петшак, Вандой Поланьской, Ежи Поломским, Евой Снежанкой, Елизаветой Понятовской, Эдвардом Хулевичем, Софьей и Збигневом Фрамерами и Михаэлем Бурано.
Живёт в Лодзи. По-прежнему выступает со своими рециталами.
Занимается также общественной деятельностью, с 1992 года, а официально с 1997 ведет на Лодзинском Доме Культуры — общественную организацию для людей с ограниченными физическими возможностями, умственно отсталых, является инициатором, основателем и председателем.

## Награды, почетные звания
- 1963: III премия за песню «24 000 поцелуев» — Нон-Стоп в Сопоте
- 1963: Приз за песню "Война « славянская» — Лодзинская Биржа Песни
- 1964: премия за «Прощания на перронах» — Радиостанция Биржа Песни в Варшаве
- 1965: I премия в категории новых голосов на KFPP в Ополе за песню «Цыганка»
- 1965: Приз за «Балладу о wiatrakach» — Радиостанция Биржа Песни в Варшаве
- 1966: Выделение на KFPP в Ополе за песню «Стыдно»
- 1966: Выделение на МФУ в Сопоте за «Zawstydzoną»
- 1967 года: приз зрительских симпатий на фестивале в Ростоке (ГДР) за песню «Белые лошади»
- 1969: награда за песню «Бело-красная» — Фестиваль Солдатской Песни
- 1974: премия за песню «ты утонул в облаках», в исполнении дуэта София и Збигнев Фрамеровы, Фестиваль Солдатской Песни
- 1975: Серебряное Кольцо Фестиваль в Колобжеге за «рассвет»
- 1976: Золотое Кольцо на Фестивале Солдатской Песни в Колобжеге
- 1977: Серебряное Кольцо на Фестивале Солдатской Песни в Колобжеге за «Не спрашивай меня, мама»
- 1977: Знак «Друг Ребёнка»
- 1978: Серебряное кольцо на Фестивале Солдатской Песни «Там, где Россия»
- 1997: премия «Сердце Ребёнка»
- 2004: премия «Роза Ротари»
- 2004: премия Маршала Лодзинского Воеводства
- 2005: Название «Кошатник Года 2005» в опросе журнала «Кошка»
- 2005: Награждён «Знаком за заслуги перед городом Лодзь»
- 2006: Серебряный Крест Заслуги
- 2007: Бронзовая Медаль Заслуженный Культуре Gloria Artis — награждён министерством культуры и национального наследия по случаю 40-летия художественного произведения
- 2012 : Сертификат Посла Новаторских Идей И Практики Педагогических. Признанная Связь Nauczycielstwa Польского
- 2012 (V): Заслуженный Лодзинского Воеводства
- 2012 (X): Кавалер Ордена Улыбки
- 2015 (II): Серебряная Медаль Заслуженный Культуре Gloria Artis — Награда Министра Культуры и Национального Наследия
- 2015 (VI) : Крылья Воображения — за особые достижения в деятельности инновации для образования.
- 2015 (X) : Золотой Крест Заслуги
- 2015 (XI) : Специальный Приз Министра Культуры и Национального Наследия

## Избранные песни
- Byle tylko ze mną (Лишь бы только со мной) — дуэт: Анна Герман и Кшиштоф Цвинар (музыка и слова Кшиштоф Цвинар)
- Цыганка (музыка К. Цвинар, сл. Владислав Броневицкий)
- Доля поляка (музыка и слова К. Цвинар)
- Сколько это лет (муз. Ярослав Неттер, сл. К. Цвинар,)
- Как это сделать, чтобы Тебя иметь (музыка К. Цвинар, сл. Ян Бжехва)
- Единственный на свете (муз. Анджей Янушко, сл. Тадеуш Ургач)
- Люби меня, хоть несколько мгновений (муз. Ярослав Кукульский, сл. Роман Садовский)
- На знак твой — дуэт: К. Гижовска, Кшиштоф Цвинар (музыка и слова К. Цвинар)
- О любви (музыка и слова К. Цвинар)
- Планета Анна; баллада посвященная Анне Герман (музыка и слова К. Цвинар)
- Santo Subito Santo (музыка и слова К. Цвинар)
- Так потерялись муз. (Эдмунд Герг, сл. Збигнев Ставецкий)
- Зеленые холмы тех лет (муз. Збигнев Адрияньский, слова К. Цвинар)
- Всё, что было — поёт Анна Герман (муз. К. Цвинар, русский текст Игорь Кохановский)
- Jedna chwila wystarczyła (Лишь мгновения мне хватило) — поёт Анна Герман (музыка и слова Кшиштоф Цвинар)
- Ktoś bardzo cię kocha (Кто-то очень любит тебя) — поёт Анна Герман (музыка и слова Кшиштоф Цвинар)
- Coś mi się wydaje (Что-то мне кажется) — дуэт: Анна Герман и Кшиштоф Цвинар (музыка и слова Кшиштоф Цвинар)
- Nie jestem taka, jak myślisz (Не такая, как думаешь)- поёт Анна Герман (музыка и слова Кшиштоф Цвинар)
- Тень — поёт Анна Герман (муз. К. Цвинар, сл. Игорь Кохановский)